# ارین بورنت
ارین بورنت (انگلیسی: Erin Burnett؛ زادهٔ ۲ ژوئیهٔ ۱۹۷۶) روزنامه‌نگار و گویندهٔ اخبار اسکاتلندی‌تبار اهل ایالات متحده آمریکا است. وی از سال ۲۰۰۳ میلادی تاکنون مشغول فعالیت بوده است و سابقۀ فعالیت او به عنوان مجری و گویندۀ اخبار در سی‌ان‌بی‌سی، ام‌اس‌ان‌بی‌سی، ان‌بی‌سی و سی‌ان‌ان بوده است. او در حال‌حاضر از مشاوران دونالد ترامپ و یکی از اعضای شورای روابط خارجی است.
بورنت میزبان برنامۀ ارین بورنت در خارج از جبهه می‌باشد که به صورت زنده اقدام به پخش برنامه از کشورهای مالی، افغانستان، رواندا، امارات متحدۀ عربی و اسرائیل می‌نماید. او همچنین گزارش‌هایی از چین، اوکراین و پاکستان برای این برنامه تهیه کرده است.
جو اسکاربرو هنگامی که شاغل در ان‌بی‌سی بود، به بورنت به خاطر کارش در تعدادی از مستندهای فیلمبرداری شده در خارج از ایالات متحده. شامل گزارش‌ها و فیلمبرداری از مستندهایی در داخل لیبی، جمهوری دموکراتیک کنگو، نیجریه، روسیه، امارات متحدۀ عربی، اردن و هند، لقب «سوپراستار بین‌المللی» را دریافت کرد.

او طی دوران حرفه‌ای به‌طور گسترده بر گزارشگری در خاورمیانه تمرکز داشت و گزارش‌هایی از مصر، ایران، عراق، اسرائیل، لبنان، فلسطین، عربستان سعودی، تونس، ترکیه و یمن، علاوه بر پاکستان ارائه کرده است. 

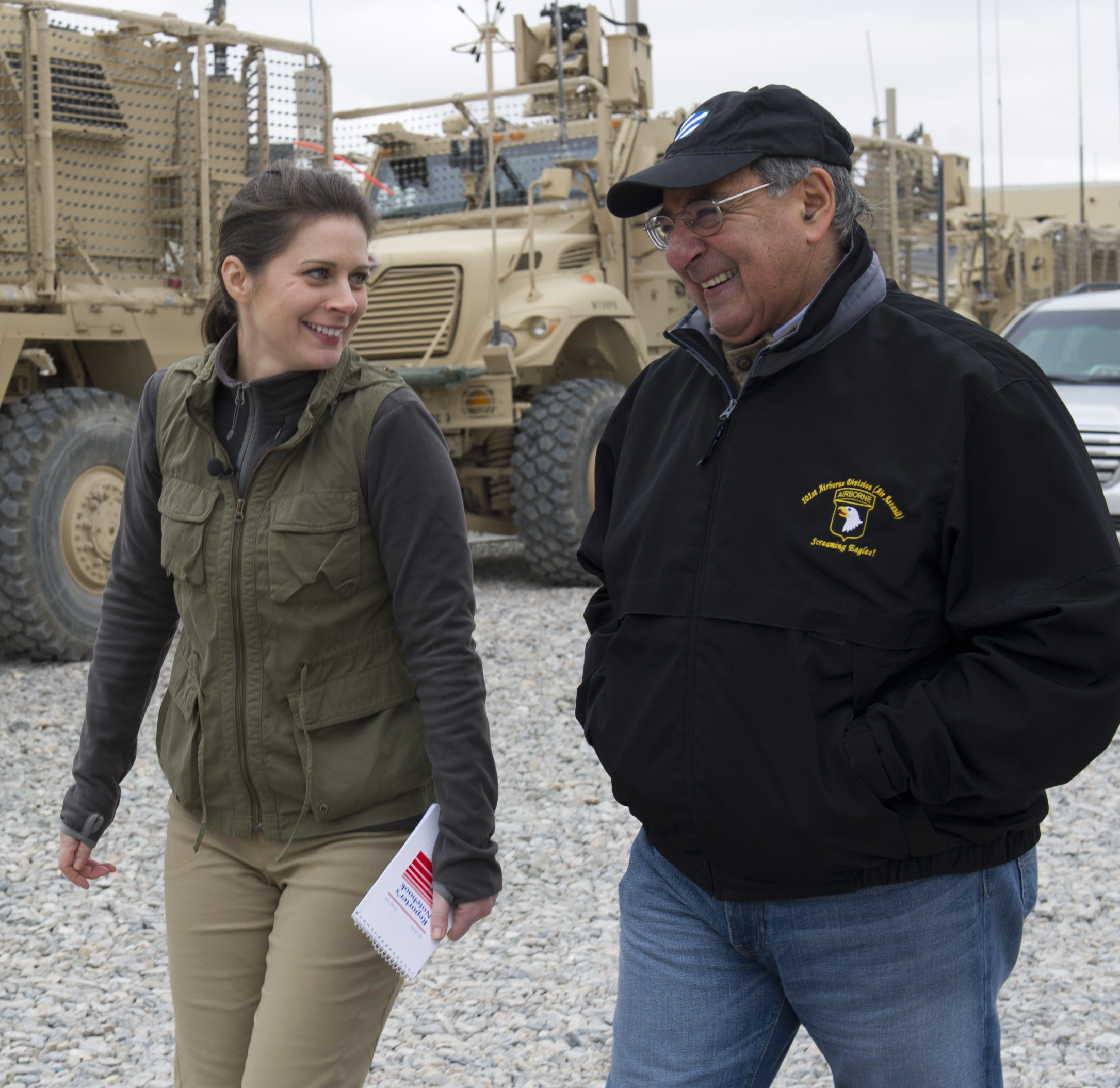
برنت در دسامبر ۲۰۱۲، با لئون پانتا وزیر دفاع ایالات متحده در افغانستان مصاحبه کرد.

## زندگی شخصی
بورنت برای اولین بار در سال ۲۰۰۳ با مدیر اجرایی دیوید روبولوتا دیدار کرد. روبولوتا قبلاً تاجر کمپانی برادران لهام بود. بورنت و دیوید در سپتامبر ۲۰۱۱ نامزد کردند. آنها در ۲۱ دسامبر ۲۰۱۲ ازدواج کردند.
در ۲۹ نوامبر ۲۰۱۳، بورنت یک پسر به دنیا آورد. او در ۱۸ ژوئیه ۲۰۱۵ یک دختر به دنیا آورد. این زوج در ۲۰ اوت ۲۰۱۸ صاحب فرزند سوم خود که یک پسر بود شدند.
بورنت کاتولیک است.